# Ministère de la Justice (Pologne)
Pour les articles homonymes, voir Ministère de la Justice.
Le ministère de la Justice (en polonais : Ministerstwo Sprawiedliwości) est un ministère polonais qui supervise la justice du pays. Il est dirigé par Adam Bodnar depuis le 13 décembre 2023.

## Liste des ministres
| Portrait | Nom                                     | Parti                                               | dates de l'office | dates de l'office | premier ministre (gouvernement)                                         | Références |
| -------- | --------------------------------------- | --------------------------------------------------- | ----------------- | ----------------- | ----------------------------------------------------------------------- | ---------- |
|          | Aleksander Bentkowski                   | Parti paysan unifié (Pologne)/Parti paysan polonais | 12 septembre 1989 | 12 janvier 1991   | Tadeusz Mazowiecki (Mazowiecki)                                         | ,          |
|          | Wiesław Chrzanowski                     | Union chrétienne-nationale                          | 12 janvier 1991   | 25 novembre 1991  | Jan Krzysztof Bielecki (Bielecki)                                       | ,          |
|          | Andrzej Marcinkowski (faisant fonction) | Indépendant                                         | 25 novembre 1991  | 5 décembre 1991   | Jan Krzysztof Bielecki (Bielecki)                                       |            |
|          | Zbigniew Dyka                           | Union chrétienne-nationale                          | 23 décembre 1991  | 17 mars 1993      | Jan Olszewski (Olszewski), Hanna Suchocka (Suchocka)                    | ,          |
|          | Jan Piątkowski                          | Union chrétienne-nationale                          | 17 mars 1993      | 26 octobre 1993   | Hanna Suchocka (Suchocka)                                               | ,          |
|          | Włodzimierz Cimoszewicz                 | Social-démocratie de la république de Pologne       | 26 mars 1993      | 6 mars 1995       | Waldemar Pawlak (Pawlak II)                                             | ,          |
|          | Jerzy Jaskiernia                        | Social-démocratie de la république de Pologne       | 6 mars 1995       | 7 février 1996    | Józef Oleksy (Oleksy)                                                   | ,          |
|          | Leszek Kubicki                          | Indépendant                                         | 7 février 1996    | 31 octobre 1997   | Włodzimierz Cimoszewicz (Cimoszewicz)                                   | ,          |
|          | Hanna Suchocka                          | Union pour la liberté                               | 31 octobre 1997   | 8 juin 2000       | Jerzy Buzek (Buzek)                                                     | ,          |
|          | Jerzy Buzek (faisant fonction)          | Alliance électorale Solidarité                      | 8 juin 2000       | 12 juin 2000      | Jerzy Buzek (Buzek)                                                     | [ 12 ]     |
|          | Lech Kaczyński                          | Droit et justice                                    | 12 juin 2000      | 4 juillet 2001    | Jerzy Buzek (Buzek)                                                     | ,          |
|          | Stanisław Iwanicki                      | Alliance électorale Solidarité                      | 4 juillet 2001    | 19 octobre 2001   | Jerzy Buzek (Buzek)                                                     | ,          |
|          | Barbara Piwnik                          | Indépendant                                         | 19 octobre 2001   | 6 juillet 2002    | Leszek Miller (Miller)                                                  | ,          |
|          | Grzegorz Kurczuk                        | Alliance de la gauche démocratique                  | 6 juillet 2002    | 2 mai 2004        | Leszek Miller (Miller)                                                  | ,          |
|          | Marek Sadowski                          | Indépendant                                         | 2 mai 2004        | 6 septembre 2004  | Marek Belka (Belka I)                                                   | ,          |
|          | Andrzej Kalwas                          | Indépendant                                         | 6 septembre 2004  | 31 octobre 2005   | Marek Belka (Belka II)                                                  | ,          |
|          | Zbigniew Ziobro                         | Droit et justice                                    | 31 octobre 2005   | 7 septembre 2007  | Kazimierz Marcinkiewicz (Marcinkiewicz), Jarosław Kaczyński (Kaczyński) | ,          |
|          | Jarosław Kaczyński (faisant fonction)   | Droit et justice                                    | 7 septembre 2007  | 11 septembre 2007 | Jarosław Kaczyński (Kaczyński)                                          |            |
|          | Zbigniew Ziobro                         | Droit et justice                                    | 11 septembre 2007 | 16 novembre 2007  | Jarosław Kaczyński (Kaczyński)                                          | ,          |
|          | Zbigniew Ćwiąkalski                     | Indépendant                                         | 16 novembre 2007  | 21 janvier 2009   | Donald Tusk (Tusk I)                                                    | ,          |
|          | Andrzej Czuma                           | Plate-forme civique                                 | 21 janvier 2009   | 13 octobre 2009   | Donald Tusk (Tusk I)                                                    | ,          |
|          | Krzysztof Kwiatkowski                   | Plate-forme civique                                 | 13 octobre 2009   | 18 novembre 2011  | Donald Tusk (Tusk I)                                                    | ,          |
|          | Jarosław Gowin                          | Plate-forme civique                                 | 18 novembre 2011  | 29 avril 2013     | Donald Tusk (Tusk II)                                                   | ,          |
|          | Marek Biernacki                         | Plate-forme civique                                 | 29 avril 2013     | 22 septembre 2014 | Donald Tusk (Tusk II)                                                   | ,          |
|          | Cezary Grabarczyk                       | Plate-forme civique                                 | 22 septembre 2014 | 30 avril 2015     | Ewa Kopacz (Kopacz)                                                     | ,          |
|          | Ewa Kopacz (faisant fonction)           | Plate-forme civique                                 | 30 avril 2015     | 4 mai 2015        | Ewa Kopacz (Kopacz)                                                     |            |
|          | Borys Budka                             | Plate-forme civique                                 | 4 mai 2015        | 16 novembre 2015  | Ewa Kopacz (Kopacz)                                                     | [ 35 ]     |
|          | Zbigniew Ziobro                         | United Poland / Pologne souveraine                  | 16 novembre 2015  | 27 novembre 2023  | Beata Szydło (Szydło), Mateusz Morawiecki (Morawiecki , Morawiecki II)  | ,          |
|          | Marcin Warchoł                          | Pologne souveraine                                  | 27 novembre 2023  | 13 décembre 2023  | Mateusz Morawiecki (Morawiecki III)                                     | [ 36 ]     |
|          | Adam Bodnar                             | Indépendant                                         | 13 décembre 2023  | en cours          | Donald Tusk (Tusk III)                                                  | [ 37 ]     |